# Catherine Aird
Pour les articles homonymes, voir Aird.
Catherine Aird, nom de plume de Kinn Hamilton McIntosh, née le 20 juin 1930 à Huddersfield dans le Yorkshire de l'Ouest et morte le 21 décembre 2024, est une femme de lettres britannique, auteure de roman policier.

## Biographie
En 1966, Catherine Aird publie son premier roman, The Religious Body, premier volume d'une série consacrée à l'inspecteur-détective C.D. Sloan, membre du Criminal Investigation Department et à son assistant, l'agent-détective Crosby. L'action des romans se déroule dans le comté fictif de Calleshire, en Angleterre.
Catherine Aird est membre du Detection Club depuis 1981. Elle est présidente de la Crime Writers' Association de 1990 à 1991. En 2015, elle reçoit le Diamond Dagger Award pour l'ensemble de son œuvre.

## Œuvre

### SérieChristopher Dennis “Seedy” Sloan

#### Romans
- The Religious Body (1966)
- Henrietta Who? (1968)
- The Complete Steel (1969) (autre titre The Stately Home Murder)
- A Late Phoenix (1971)
- His Burial Too (1973)
- Slight Mourning (1975)
- Parting Breath (1977)
- Some Die Eloquent (1979)
- Passing Strange (1980)
- Last Respects (1982)
- Harm’s Way (1984)
- A Dead Liberty (1986)
- The Body Politic (1990)
- A Going Concern (1993)
- After Effects (1996)
- Stiff News (1999)
- Little Knell (2001)
- Amendment of Life (2003)
- Hole in One (2005)
- Losing Ground (2007)
- Past Tense (2010)
- Dead Heading (2013)
- Learning Curve (2016)
- Inheritance Tracks (2019)

#### Recueils de nouvelles
- Injury Time (1994)
- Chapter and Hearse: And Other Mysteries (2004)

### Autre roman
- A Most Contagious Game (1967)

### Autre recueil de nouvelles
- Last Writes (2014)

### Autres ouvrages
- The Oxford Companion to Crime and Mystery Writing (1999)
- Mystery Voices: Interviews with British Crime Writers (1991)

## Prix et distinctions

### Prix
- Diamond Dagger Award 2015 pour l'ensemble de son œuvre[2],[3].